# Schwende
Schwende je bývalá obec (okres) ve švýcarském kantonu Appenzell Innerrhoden. Nachází se asi 5 kilometrů jihovýchodně od hlavního města kantonu, Appenzellu, v nadmořské výšce 838 metrů. Žije zde přibližně 2 200 obyvatel.
K 1. květnu 2022 se Schwende sloučilo se sousedním okresem Rüte do nového okresu Schwende-Rüte.

## Geografie

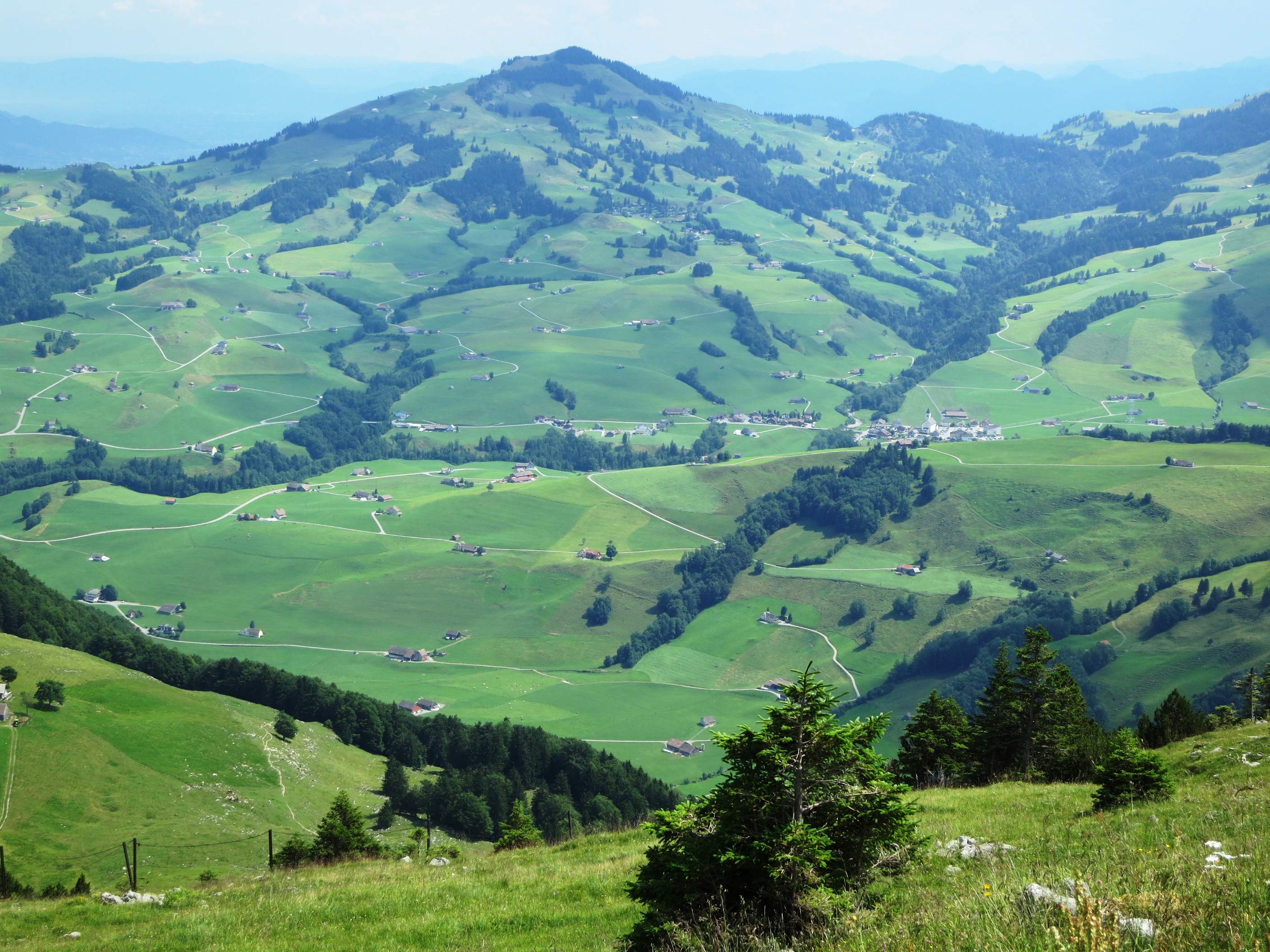
Roztroušené osídlení Schwende

Bývalý okres Schwende byl největším okresem kantonu. Zahrnoval obce Schwende a Wasserauen, části Weissbadu a Appenzellu a také vnitřní část masivů Säntis a Alpstein.
Předalpský až vysokohorský terén mezi 800 a 1100 metry pokrývají celoročně obydlené zemědělské rozptýlené osady, nejvyšší pastviny dosahují výšky (v horní části Mesmeru) až 2200 metrů. Území okresu se rozkládá od pohoří Säntis po Schwende, Weissbad, po levém břehu Sitteru do obce Appenzell, odtud po pravém břehu Chlosbachu přes vrchoviště, Wasserschaffen a Scheidegg, Kronberg až na vrchol Säntis. Zahrnuje většinu Alpsteinu (689 ha) a také lesní plochy (1670 ha) kantonu.

## Historie
Kamenné nástroje z olejového kvarcitu a radiolaritu nalezené v jeskyních Wildkirchli ukazují na letní lovecké výpravy neandrtálců do vyšších nadmořských výšek.
Okres Schwendi vznikl v letech 1204 až 1220 za účelem zajištění vojenských a daňových plateb knížecímu opatství v St. Gallenu. Původního starostu okresu (Rhodsmeister) později nahradili hejtmani a radní volení na výročních rhodských (okresních) sněmech, kteří měli zastupovat místní obyvatele v úřadech kantonu Appenzell a od roku 1597 v úřadech samostatného Innerrhodenu.
Ve vesnici Schwende stály až do roku 1830 vedle farního kostela zříceniny věže, která byla pravděpodobně sídlem pánů z Doppelsteinu jako ministeriálů opata ze St. Gallenu. Říká se, že obyvatelé Schwende věž zničili, a tím vyvolali tzv. Appenzellské války.
Ústavou z roku 1872, kterou schválili voliči v kantonu Appenzell Innerrhoden na mimořádném zemském sněmu 24. listopadu 1872, byl z okresu Schwende vytvořen okres Schwendi, v němž byly zachovány staré hranice. V roce 2022 se pak Schwende spojilo s Rüte a vznikl nový okres Schwende-Rüte.

## Hospodářství a turismus

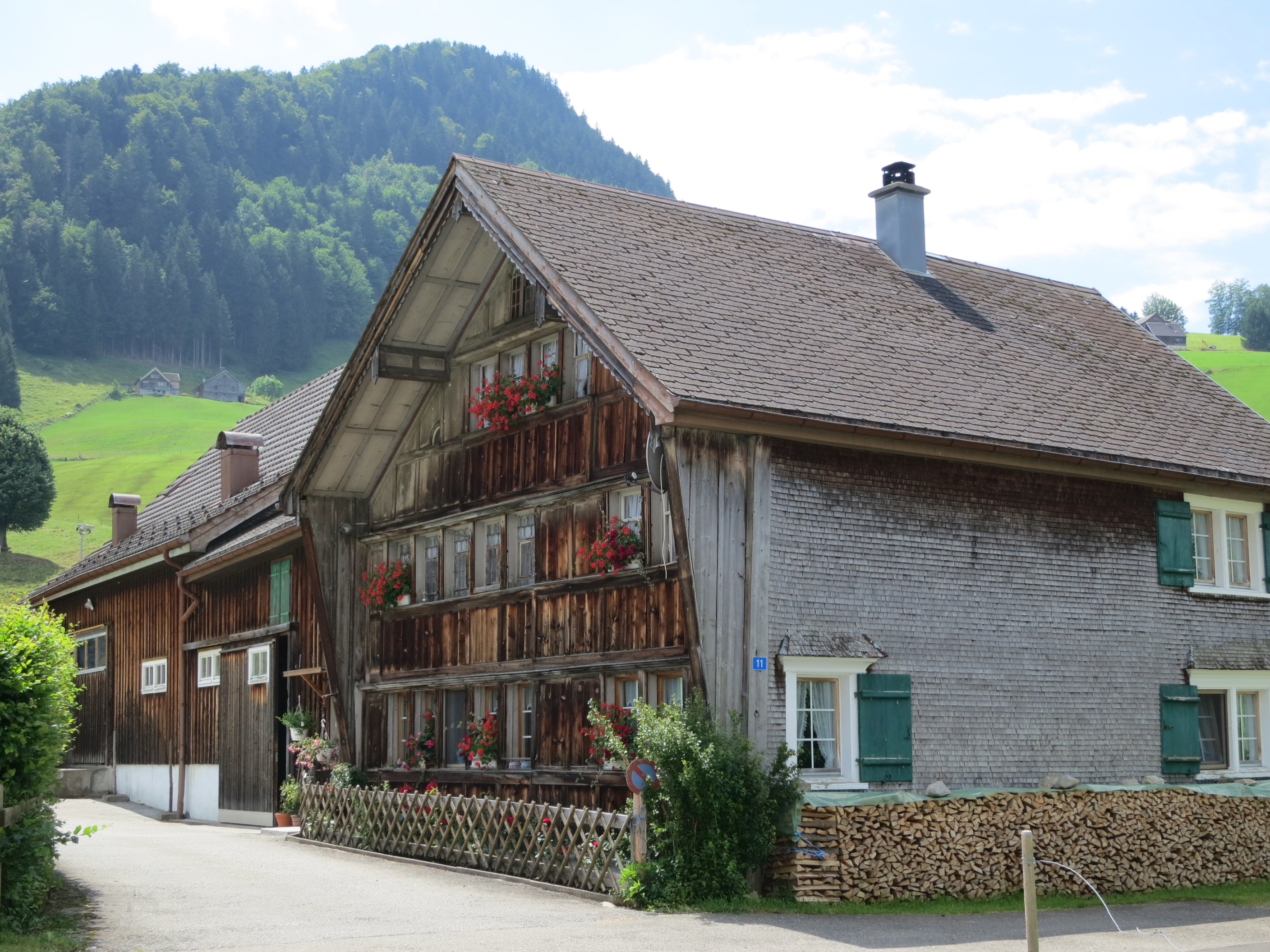
Tradiční architektura v obci

Dlouhou dobu byl hlavním zaměstnáním chov dobytka. Až do konce 20. století bylo ruční vyšívání vedlejším zaměstnáním žen zemědělců. Weissbad, jehož lázeňská tradice existuje již od roku 1740, se v 19. a na počátku 20. století stal luxusním lázeňským místem.
Od poloviny 19. století se rozvíjel cestovní ruch s horskými hostinci, které patří k nejstarším ve Švýcarsku (Gasthaus Aescher-Wildkirchli 1846, Berggasthaus Alter Säntis 1846), a s některými obchodními podniky. K tomu přispěla silnice z Appenzellu do Wasserauenu postavená v letech 1867–1869, síť železnic Appenzeller Bahnen otevřená v roce 1912 a od roku 1955 lanová dráha Wasserauen – Ebenalp.
Po roce 1980 se v okrese otevřelo nebo usadilo mnoho malých podniků v oblasti průmyslu, obchodu a cestovního ruchu. V oblasti cestovního ruchu, wellness a zdravotnictví je od roku 1994 úspěšný hotel Hof Weissbad, který je s přibližně 185 zaměstnanci největším zaměstnavatelem v okrese. Zemědělství je přesto stále důležitým hospodářským faktorem.

## Obyvatelstvo
| Vývoj počtu obyvatel | Vývoj počtu obyvatel | Vývoj počtu obyvatel | Vývoj počtu obyvatel | Vývoj počtu obyvatel | Vývoj počtu obyvatel | Vývoj počtu obyvatel |
| -------------------- | -------------------- | -------------------- | -------------------- | -------------------- | -------------------- | -------------------- |
| Rok                  | 1801                 | 1850                 | 1900                 | 1950                 | 2000                 | 2010                 |
| Počet obyvatel       | 799                  | 1101                 | 1299                 | 1410                 | 1935                 | 2147                 |